# Konventionen om hemsändning av sjömän
Konventionen om hemsändning av sjömän (ILO:s konvention nr 23 angående hemsändning av sjömän, Convention concerning the Repatriation of Seamen) är en konvention som antogs av Internationella arbetsorganisationen (ILO) den 23 juni 1926 i Genève. Konventionen gör gällande att sjömän ska återföras till sina hemländer, alternativt till den hamn där resan började, efter avklarad färd. Konventionen består av 14 artiklar.

## Ratificering
Konventionen har ratificerats av 47 stater, varav 25 har sagt upp den i efterhand.